# Drzewiszka szerokostopa
Drzewiszka szerokostopa (Rhipidomys latimanus) – gatunek ssaka z podrodziny bawełniaków (Sigmodontinae) w obrębie rodziny chomikowatych (Cricetidae), występujący w południowej Ameryce Środkowej oraz północno-zachodniej Ameryce Południowej.

## Zasięg występowania
Drzewiszka szerokostopa występuje w skrajnie wschodniej Panamie, zachodniej Kolumbii, zachodnim Ekwadorze i północno-zachodnim Peru.

## Taksonomia
Gatunek po raz pierwszy zgodnie z zasadami nazewnictwa binominalnego opisał w 1860 brytyjski zoolog Robert Fisher Tomes nadając mu nazwę Hesperomys latimanus. Holotyp pochodził z wokół Pallatangi, na wysokości 1485 m, w prowincji Chimborazo, w Ekwadorze. 
Obserwuje się znaczną zmienność morfologiczną i morfometryczną. Gatunek ten obejmuje R. scandens ze wschodniej Panamy. Populacje określane jako latimanus z zachodniego Ekwadoru i północno-zachodniego Peru powinny zostać zrewidowane; w przypadku populacji z Ekwadoru, prawdopodobne jest przypisanie jej do niedawno opisanego R. albujaims. Potrzebne są dalsze badania taksonomiczne. Autorzy Illustrated Checklist of the Mammals of the World uznają ten takson za gatunek monotypowy.

### Etymologia
- Rhipidomys: gr. ῥιπις rhipis, ῥιπιδος rhipidos wachlarz; μυς mus, μυος muos „mysz”[14].
- latimanus: łac. latus „szeroki”; manus „dłoń, ręka”[15].

## Morfologia
Długość ciała (bez ogona) 98–124 mm, długość ogona 135–184 mm, długość ucha 17–19 mm, długość tylnej stopy 26–28 mm; masa ciała 50–63 g. 

## Ekologia
Drzewiszka szerokostopa żyje głównie w lasach, prowadzi nocny tryb życia. Rozmnaża się przez cały rok. Ocenia się, że jego liczebność jest na tyle wysoka, że nie ma potrzeby wprowadzać ochrony gatunkowej tego gatunku.